# Selenicereus spinulosus
Selenicereus spinulosus ist eine Pflanzenart in der Gattung Selenicereus aus der Familie der Kakteengewächse (Cactaceae). Das Artepitheton spinulosus stammt aus dem Lateinischen, bedeutet ‚mit kleinen Dornen‘ und verweist auf die Bedornung der Triebe.

## Beschreibung
Selenicereus spinulosus wächst anlehnend-kletternd oder lianenförmig. Die zahlreichen, glänzend hellgrünen Triebe sind 4 bis 5 Meter lang und weisen Durchmesser von 1 bis 2 Zentimetern auf. Aus ihnen entspringen zahlreiche Luftwurzeln. Auf den 4 bis 6 scharfkantigen Rippen sitzen im Abstand von 1,5 bis 2,5 Zentimetern die Areolen. Die braunen, konischen Dornen sind 1 Millimeter lang. Es sind 1 Mitteldorn und 6 bis 7 Randdornen vorhanden.
Die etwas rosafarbenen bis weißen Blüten sind bis 10 bis 12,5 Zentimeter lang und erreichen Durchmesser von 7 bis 8,5 Zentimeter. Ihr Perikarpell und die Blütenröhre sind fast schuppenlos, aber mit Dornen besetzt. Die Früchte sind nicht beschrieben.

## Verbreitung, Systematik und Gefährdung
Selenicereus spinulosus ist im Südosten der Vereinigten Staaten und im Osten Mexikos verbreitet.
Die Erstbeschreibung als Cereus spinulosus wurde 1828 von Augustin-Pyrame de Candolle veröffentlicht. Nathaniel Lord Britton und Joseph Nelson Rose stellten die Art 1909 in die Gattung Selenicereus. Ein weiteres nomenklatorisches Synonym ist Mediocactus spinulosus (DC.) Doweld (2002).
In der Roten Liste gefährdeter Arten der IUCN wird die Art als „Least Concern (LC)“, d. h. als nicht gefährdet geführt.

## Nachweise